# Lavangsfjorden
 Ikke at forveksle med Lavangen (fjord).
Lavangsfjorden er en fjordarm på østsiden af Tjeldsundet langs fylkesgrænsen mellem Troms og Finnmark og Nordland fylker i Norge; Den danner også grænse mellem   Tjeldsund og Skånland kommuner. Fjorden går omkring fem kilometer mod sydøst til bygden Lavangen, som har lagt navn til fjorden. Omkring fem kilometer syd for Lavangen ligger Harstad/Narvik Lufthavn. Fjorden har indløb mellem Evenskjer i nord og Fjelldal i syd. I den østlige del af fjorden går bugten Trøsen mod nordøst.
Fylkesvej 824 går langs syd- og østsiden af fjorden, mens fylkesvej 115 (Troms) går på nordsiden.